# Адолф фон Менцл
Адолф фон Менцл (Бреслав, 8. децембар 1815 — Берлин, 9. фебруар 1905) био је интересантна и свестрана личност. Прво се исказао у графици, јер је његов отац држао литографску радњу за штампање новина, плаката и обавештења. Отац му је изненада умро и Менцл је тада наследио посао са 17 година. Водио је радионицу и радио у њој.
Добио је могућност да уради велику серију литографија посвећену Фридриху Великом, немачком владару, у циљу његове глорификације. То је била јединствена прилика да говори о походима тог немачког цара и о немачким ратовима и преговорима. Пристао је да уради серију слика Живот Фридриха Великог.